# Église Saint-Ulrich de Wittersheim
L'église Saint-Ulrich est un monument historique situé à Wittersheim, dans le département français du Bas-Rhin.

## Localisation
Ce bâtiment est situé à Wittersheim.

## Historique
L'édifice, bâti pendant la première moitié du 16e siècle, fait l'objet d'une inscription au titre des monuments historiques depuis 1934.

## Architecture

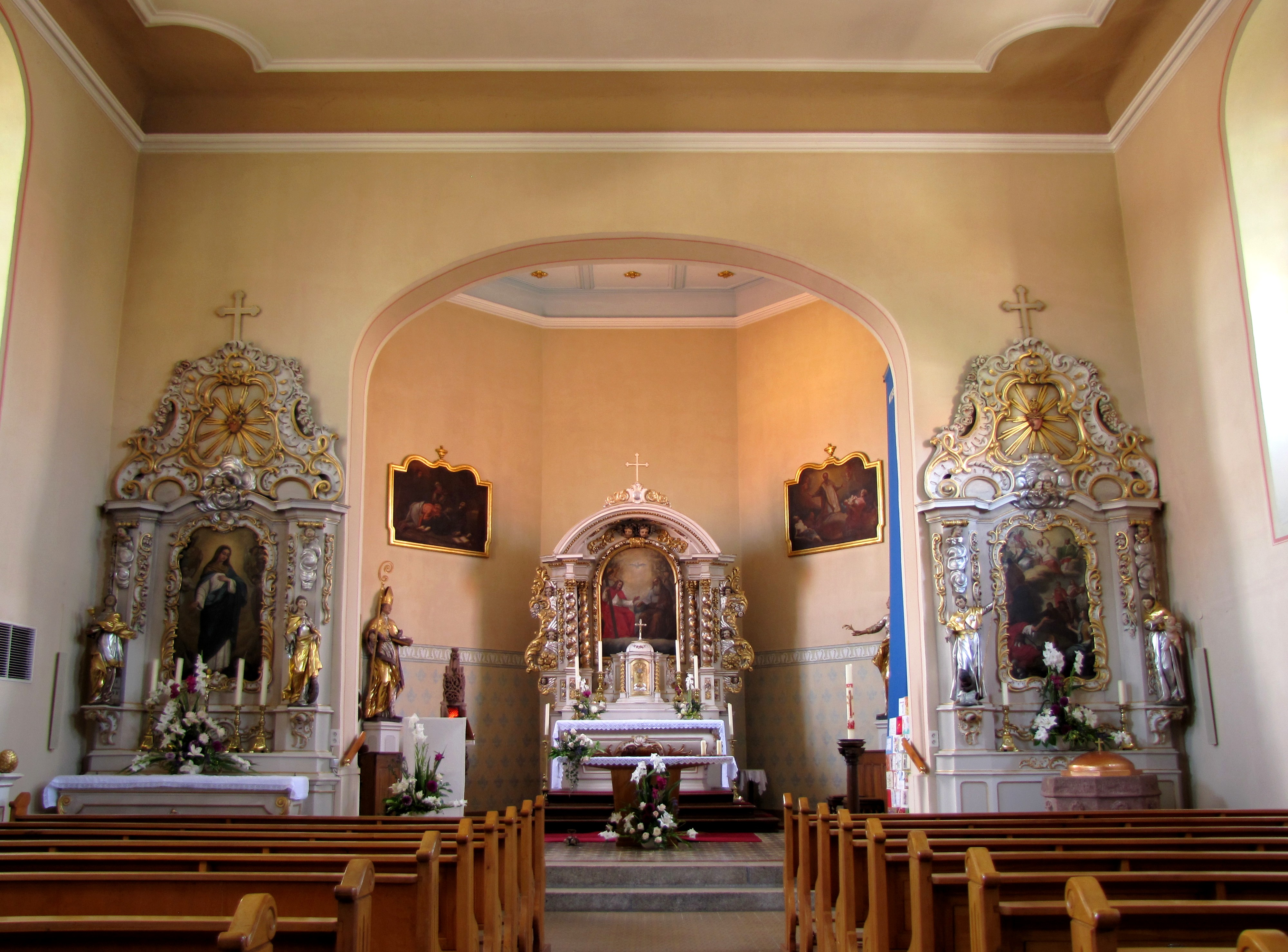
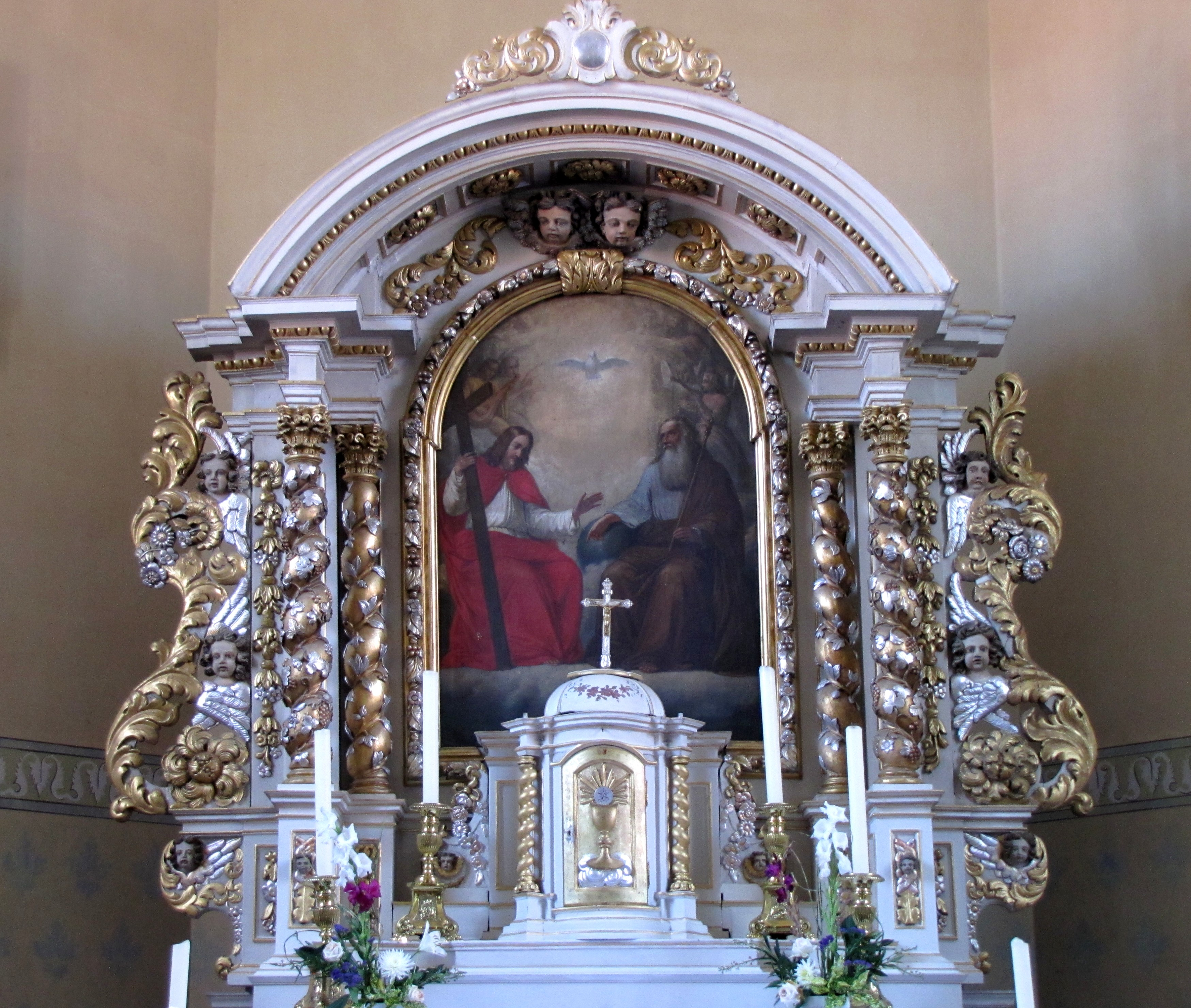
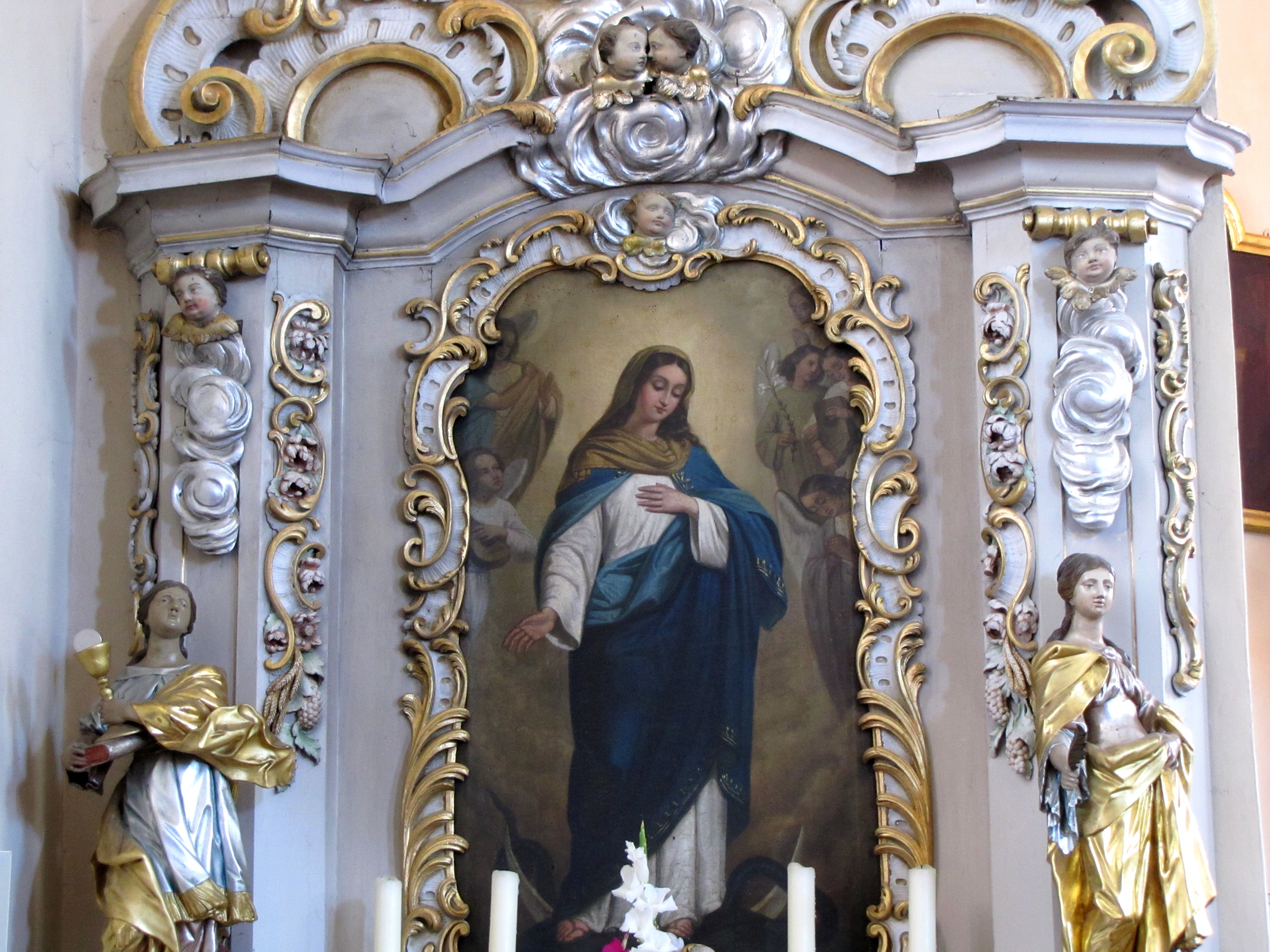
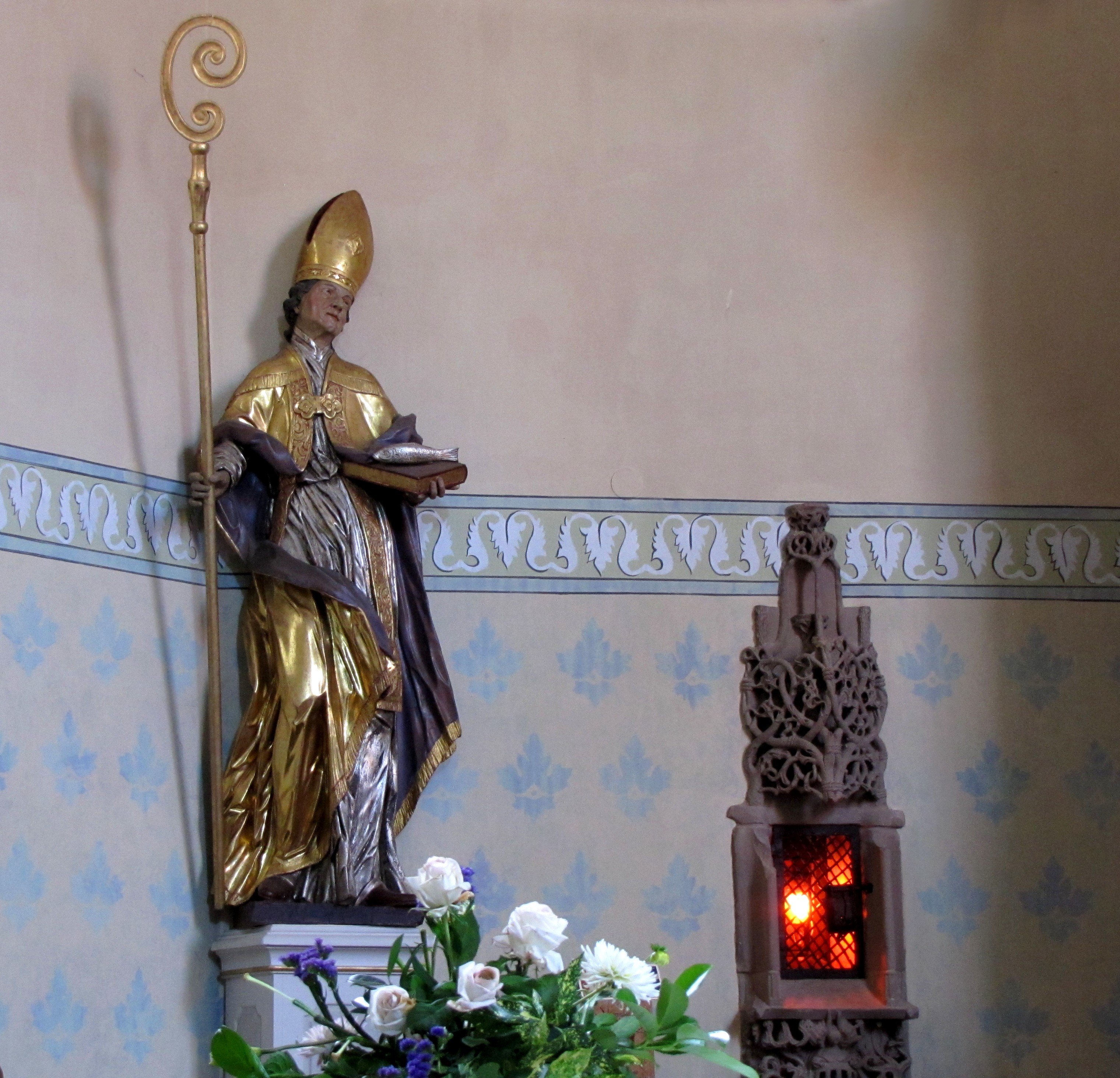
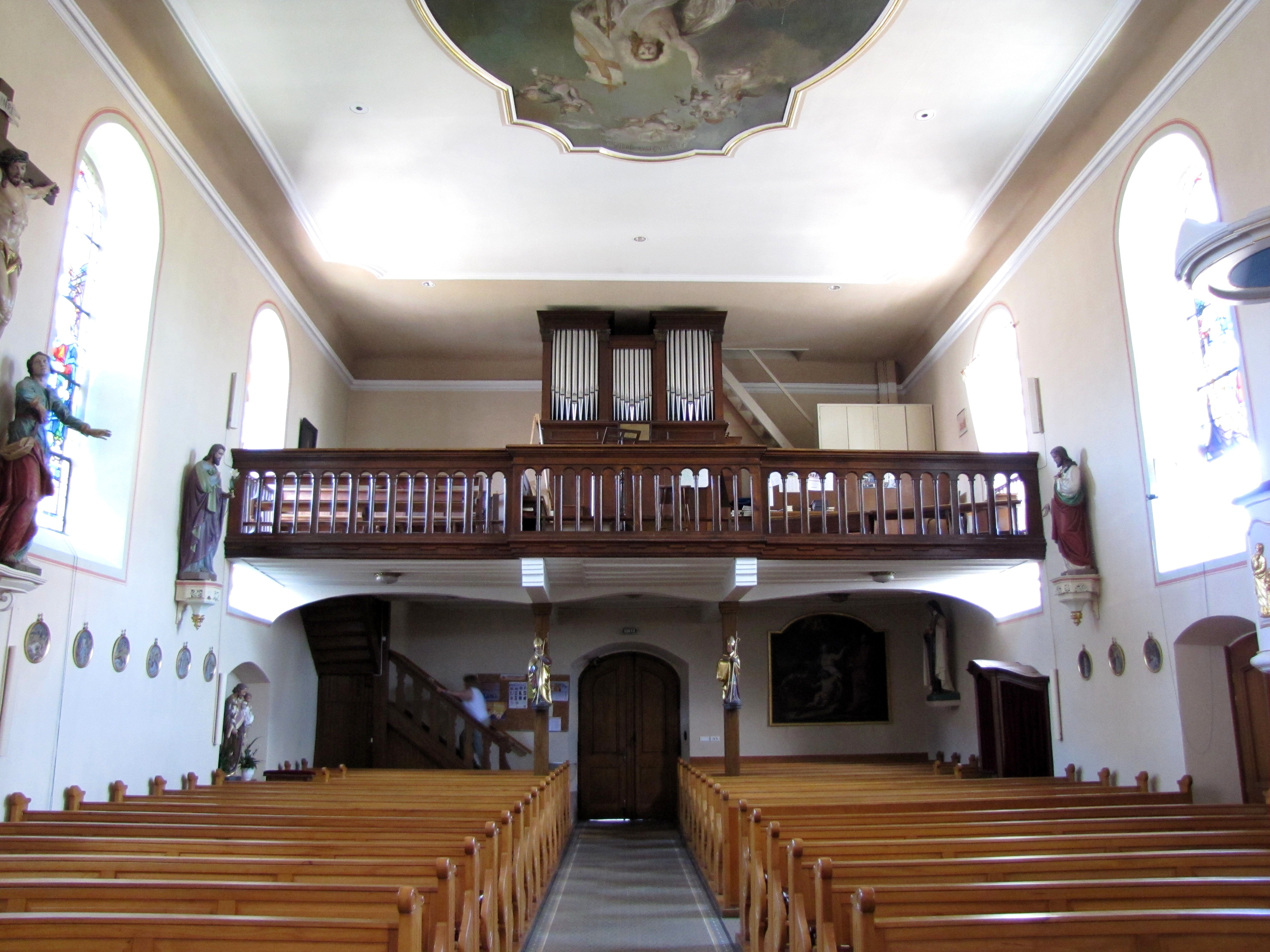
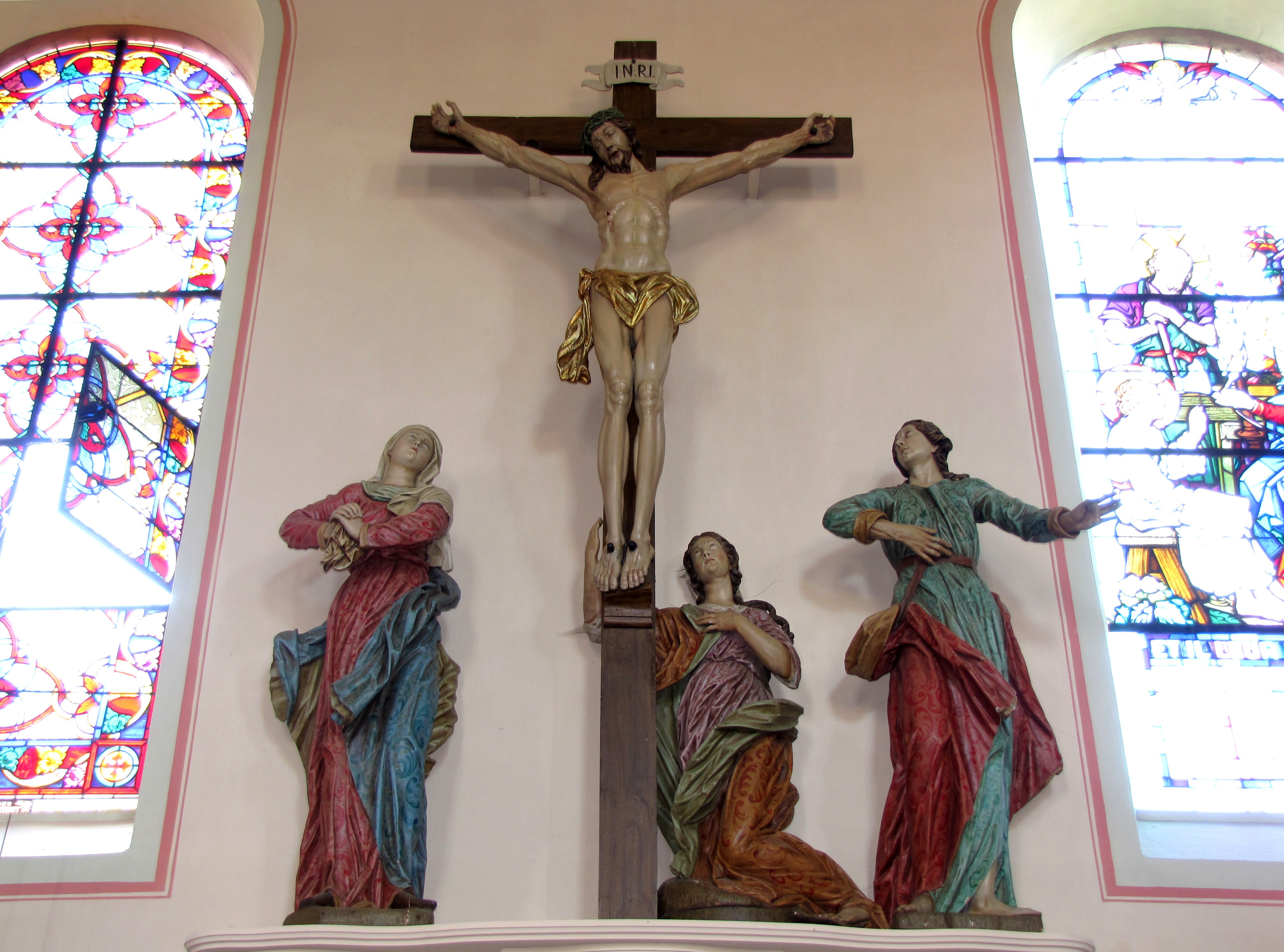
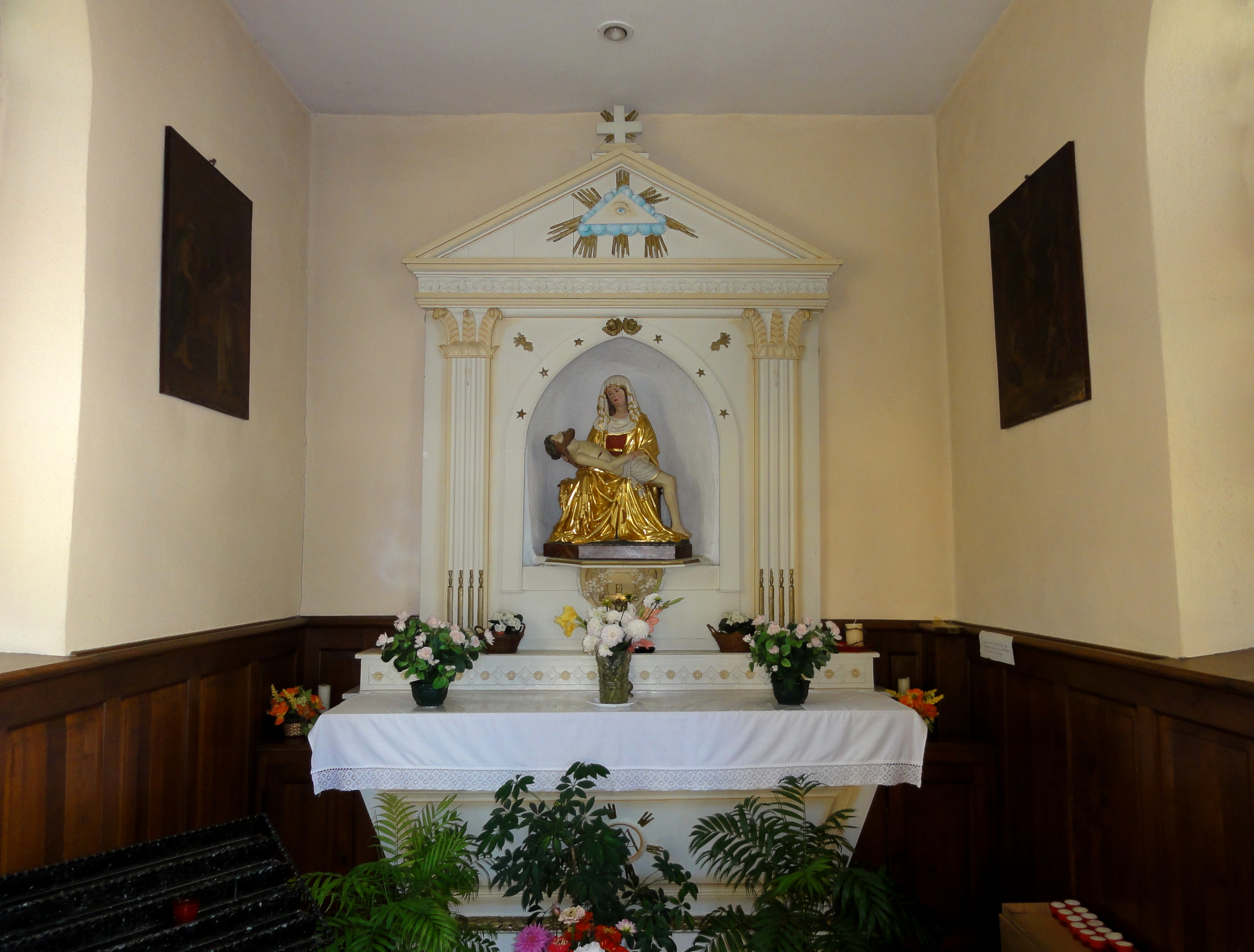